# 五常市
45°10′0″N 127°0′0″E / 45.16667°N 127.00000°E
五常市是黑龙江省哈尔滨市下辖的县级市，位于黑龙江省最南部，拉林河上游，东邻尚志市，北邻阿城区、双城区，西部及南部与吉林省毗连。是中国重要的水稻主产区，闻名全国的“五常大米”便是产自此地。

## 名称来源
五常源自儒家中“三纲五常”中的五常，即仁、义、礼、智、信。清朝咸丰年间，今五常地区放荒供人民开垦，以三纲五常中的五常之名陆续建立了「举仁」、「由义」、「崇礼」、「尚智」與「诚信」这五个甲社，民众遂将此地称为五常。

## 历史
今五常地区在35000年前便有类人生物活动的迹象。夏至周时被称作肃慎，汉、晋时期属夫余，隋朝时属靺鞨，唐朝时属渤海都督府，辽代属东京道，金朝为上京会宁府辖下，元朝为辽阳行省辖下，明朝属奴儿干都司辖下，清朝初期为宁古塔将军辖下区域。1684年（康熙二十三年），为了反攻沙俄军队，清军在此地屯粮，古称“拉林仓”。1744年（乾隆九年），将拉林仓改为拉林城，划入宁古塔将军辖区内。1761年（乾隆二十六年），从宁古塔将军的辖区内划分出一部分，并划入新设的阿勒楚喀副都统辖区内，拉林城便在这部分辖区之内。1769年（乾隆三十四年），改为阿勒楚喀副都统直辖此区域。1869年（同治八年），新设五常堡衙门，划归吉林将军辖下。1881年1月25日（光绪六年十二月二十六日），新设五常厅，归为吉林分巡道管辖。1882年（光绪八年），在拉林新设巡检，归双城厅管辖。1909年4月9日（宣统元年闰二月十九日），将五常厅升格为五常府。中华民国成立后，于1913年3月2日将五常府改为五常县。1914年6月，将五常县改划入滨江道。1929年2月，撤销滨江道，五常县改由吉林省直辖。九一八事变爆发，东北沦陷，五常县起初隶属于吉林省，后于1934年12月改为滨江省辖下。1945年抗日战争胜利后，五常县划归松江省直辖。1947年，先后从五常县分出山河和拉林两地，并建县，1948年又将山河县撤消，并回五常县。1954年8月，松江省和黑龙江省两省合并为黑龙江省，五常县划入黑龙江省辖下。1956年3月6日，中国国务院决议撤销拉林县，并回五常县。1958年8月，划入松花江专区。1960年5月，划入哈尔滨市辖区内。1993年8月28日，五常撤销县制，改为县级市。

## 人口
根据第七次人口普查数据，截至2020年11月1日零时，五常常住人口为724705人。

## 地理
五常市位于黑龙江省的南部，处于拉林河上游；北部紧邻阿城市，东部与东南部与尚志市、海林市和敦化市接壤，南部与吉林省的舒兰市和榆树市相邻，西北与双城市比邻。五常市属大陆性季风气候，有着冬季漫长，夏季短暂的特点。年平均气温3.5摄氏度；七月份为最炎热的月份，平均气温23摄氏度，一月份为最寒冷的月份，平均气温-19摄氏度。五常市全年无霜期130天，年平均降水量625毫米。

## 行政区划
五常市下辖12个镇、9个乡、3个民族乡：
五常镇、拉林满族镇、山河镇、小山子镇、安家镇、牛家满族镇、杜家镇、背荫河镇、冲河镇、沙河子镇、向阳镇、龙凤山镇、兴盛乡、志广乡、卫国乡、常堡乡、民意乡、红旗满族乡、八家子乡、民乐朝鲜族乡、营城子满族乡、长山乡、兴隆乡、二河乡和山河屯林业局。

## 交通
- 229国道过境。

## 经济
2009年，五常市全年GDP总量为170亿元人民币，并以年平均15%的速度增长，其年政府财政收入约6.1亿元人民币，在黑龙江省内排名第9位。五常市城镇居民人均可支配收入为9468元人民币，农村居民则为7200元人民币，其农村人口收入位居全省首位。

## 自然资源
五常市是重要的商品粮生产基地，其土地肥沃，多为黑土，适宜种植物的生长。据统计，五常市共有黑土地127.6万亩。2016-2018年，五常大米连续三年获得全国销量第一。五常大米是中国地理标志产品。
五常市境内探明拥有20余种矿产资源，主要包括磁铁、铬、石英、大理石等。五常市市域的60%为山地，林业资源十分丰富，其木材总蓄积量达1225万立方米。
五常市境内有拉林河和阿什河两大水域，年径流总量35亿立方米，境内河流总长2240公里。除自然河流之外，五常市还拥有龙凤山水库和磨盘山水库，其蓄水量达2.7亿立方米，磨盘山水库还作为哈尔滨市的饮用水主要来源。